# بومبو كالاندولا
بومبو كالاندولا مواليد 23 فبراير 1983، هي لاعبة كرة يد أنغولية سابقة. مثلت منتخب أنغولا لكرة اليد للسيدات. شاركت في دورة الألعاب الأولمبية الصيفية سنة 2008.

## سجل المنافسة
شاركت في البطولات التالية:
- الألعاب الأولمبية الصيفية 2008
- بطولة العالم لكرة اليد للسيدات 2011

## روابط خارجية
- بومبو كالاندولا على موقع اللجنة الأولمبية الدولية (الإنجليزية)
- بومبو كالاندولا على موقع أوليمبيديا (الإنجليزية)